# Felicia Impastato
Felicia Impastato, née Bartolotta (Cinisi, 24 mai 1916 – Cinisi, 7 décembre 2004), est une militante anti-mafia italienne, connue pour son engagement en faveur de l’inculpation des responsables de la mort de son fils, Peppino Impastato.

## Biographie

### Enfance et vie privée
Felicia Bartolotta est l'aînée d'une fratrie de trois enfants dont un garçon. Son père est un agent de la municipalité de Cinisi. Elle arrête ses études à l'école primaire.
Jeune femme de caractère, elle rompt ses fiançailles avec un vieil  homme, agissant contre la volonté de son père. Elle le met en garde contre tout usage de la force afin de la contraindre à ce mariage.
En 1947, elle épouse Luigi Impastato (it), éleveur et beau-frère du chef de la mafia de Cinisi, Cesare Manzella (en).
De ce mariage, naissent trois enfants: Giuseppe dit « Peppino » (en 1948), Giovanni (mort d'une méningite le 9 juin 1952 à l'âge de 3 ans) et le benjamin, également appelé Giovanni (1953).

### Militantisme contre la mafia
En 1963, son fils, Peppino, crée la Radio Aut pour dénoncer les mafieux après la mort de Cesare Manzella dans un attentat. Son mari, Luigi Impastato, sans quitter la mafia, s'oppose alors au projet d'assassinat de son fils, devenu une voix dérangeante, sur ordre du successeur de Cesare Manzella, Gaetano Badalamenti.
Après la mort de son mari, en 1977, dans un accident non élucidé, elle tente de convaincre Peppino du danger qu'il court. Le 9 mai 1978, candidat aux élections municipales avec le parti Démocratie prolétarienne, il est retrouvé mort, déchiqueté par une charge explosive sur voie ferrée. 
La police et la presse privilégient d'abord la thèse d’un attentat-suicide. Mais, ses proches s'opposent à cette version et accusent la mafia. Felicia enquête avec l'aide de son fils Giovanni et de sa belle-fille, également nommée Felicia sur l'origine mafieuse de sa mort.
Elle refuse le recours à la vendetta et préfère venger son fils en s'investissant dans la poursuite judiciaire des présumés auteurs. Le 5 mars 2001, le mafieux Vito Palazzolo, est condamné à trente ans de prison. Un mois plus tard, soit le 11 avril 2002, Badalamenti est condamné aussi comme coupable du meurtre de Peppino.
Felicia raconte sa vie dans le livre La mafia in mia casa. Elle est morte le 7 décembre 2004, à l'âge de 88 ans, dans sa ville natale. Sa maison est rebaptisée « Maison commémorative Felicia et Peppino Impastato ».

## Hommages
En 2000, elle apparaît aussi dans le film I cento passi qui se concentre sur l'histoire de son fils Peppino. Son personnage est interprété par Lucia Sardo (it).
Depuis 2016, elle est honorée comme Juste au Jardin des Justes à Milan.
Le 10 mai 2016, la chaine italienne Rai 1 lui dédie le téléfilm intitulé Felicia Impastato, dans lequel elle est interprétée par Lunetta Savino.